# Lindsell
Lindsell is een civil parish in het bestuurlijke gebied Uttlesford, in het Engelse graafschap Essex. In 2001 telde het dorp 220 inwoners. Het dorp heeft een kerk. De parish omvat de gehuchten Holder Green en Bustard Green.